# マイナー・バーズ
マイナー・バーズ（The Mynah Birds）は、1964年から1967年まで活動したカナダのオンタリオ州トロントで結成されたR&Bバンドである。このバンドがアルバムをリリースすることはなかったが、リック・ジェームスやニール・ヤングなど、ロック、フォーク・ロック、ファンクの分野で成功したミュージシャンが多数在籍していたことで知られている。
その短い活動期間中、グループには多くのメンバーが在籍し、さまざまな編成があった。最も記憶に残るのは、リック・ジェームス、ニール・ヤング、ブルース・パーマー、リックマン・メイソン、ジョン・テイラーといった面々だ。リック・ジェームスは後に1970年代から1980年代にかけてファンクの大スターとなる。ヤングとパーマーは、西海岸で人気のフォーク・ロック・グループ、バッファロー・スプリングフィールドの結成メンバーの2人となった。バッファロー・スプリングフィールドとクロスビー・スティルス・ナッシュ&ヤングを脱退した後、ニール・ヤングはソロ・アーティストとして名声を得ることになる。ゴールディ・マクジョンとニック・セント・ニコラスは後にロックバンド、ステッペンウルフのメンバーとなる。また、1967年の後期バージョンのマイナ・バーズには、ヘビーロッカーのニール・メリーウェザーが参加していた。

## ヒストリー
マイナー・バーズは、1964年にジミー・"リバ"・リヴィングストン（1941年2月28日ノヴァ・スコシア生まれ、2002年6月1日没）を中心に、ギタリストのイアン・ゴーブル、ドラマーのリック・キャメロン、オルガン奏者のジョン・ゴアズビー（別名ゴルディ・マクジョン）、ベーシストのニック・キャスバウム（別名ニック・セント・ニコラス）が結成したグループから発展した。
1960年代初頭、ジェームス・ジョンソンという15歳のシンガーは、アメリカ海軍予備役に登録した。1964年8月に現役兵として召集されると、彼はカナダに渡り、オンタリオ州トロントに向かった。そこで彼は、ほとんどすぐにヨンジ・ストリートで口論になった。彼が自伝で語っているように、ジョンソンは地元のミュージシャン、リヴォン・ヘルムとガース・ハドソン（レヴォン・アンド・ザ・ホークス、後にザ・バンドとして伝説的な地位を築く）によって殴打から救われた。ハドソンとヘルムは震える若い船員を地元のバーに連れて行き、そこで彼は当時演奏していたバンドのステージに飛び乗った。そのグループは十分に感銘を受け、彼を自分たちの仲間に加え、セーラーボーイズと改名した。
ジョンソンは、トロントの音楽シーンで最も忙しいパフォーマーたちとすぐに親交を深めた。そのうちのひとりが、当時地元の有名人だったシャーリー・マシューズで、彼女は前年に「Big Town Boy」をカナダで大ヒットさせていた。マシューズは、ジョンソンが逃亡中で身の危険を感じていることを知り、彼女のいとこが亡くなったことにちなんでリッキー・マシューズ（またはリッキー・ジェイムス・マシューズ）と名乗ることを提案した。ある時点でセーラーボーイズはマイナ・バーズに改名したが、ラインナップは頻繁に入れ替わった。
リック・ジェームス、セント・ニコラス、リック・キャメロン、そしてギタリストのフランク・アーネル（別名フランク・イオッツォ）からなる改編されたラインナップは、1964年末にコロンビア・レコードのシングル候補として「The Mynah Birds Song」をレコーディングした。しかし、この曲は力不足と判断され、A面には新曲「The Mynah Birds Hop」が録音された。曲目は、セント・ニコラス、アーネル、マクジョン、ドラマーのリッチー・グランド（1945年6月11日、オンタリオ州トロント生まれ）をバックに、ジェイムスとリヴィングストンがヴォーカルを取り合った。このシングルは1965年初めにカナダで発売されたが、ヒットには至らなかった。
その後間もなく、ブルース・パーマーが異例のベース・プレイヤー交換でバンドに加わった： ジャック・ロンドン＆ザ・スパローズはパーマーを手放し、マイナ・バーズのベーシスト、セント・ニコラスを獲得した。その直後、グループの大きな分裂が起こり、リック・ジェイムスとブルース・パーマーは新しいバージョンのマイナ・バーズを結成することになった。ドラマーにリックマン・メイソン（1945年生まれ）、ギタリストにトム・モーガン（1944年生まれ）とジョン・テイラー（1946-2002年）を迎え、バンキーズと呼ばれるオンタリオ州ブラントフォードのバンドを吸収したのだ。モーガンは1966年1月にニール・ヤングと交代。(シンガーのジミー・リヴィンソン（Jimmy Livingson）は、1965年4月にザ・マイナ・バードを脱退した後、マディ・ヨークスに加入し、その後ザ・ジャスト・アス（The Just Us）に加わり、ザ・トリップ（The Tripp）へと発展した)
1966年初頭、マイナー・バーズはモータウン・レコードと契約。レコーディングが始まる少し前、ベーシストのブルース・パーマーは彼の知人である地元のフォーク・ミュージシャン、ニール・ヤングをバンドに誘った。1966年5月のビルボード誌に掲載されたマイナ・バーズの記事によると、彼らの最初のシングルは「I've Got You In My Soul」というオリジナル曲になるという。おそらく誰かが「I've Got You In My Soul」のサウンドが「Them」（ヴァン・モリソンがフロントマンを務めるバンド）の「Little Girl」という曲に酷似していることに気づいたからだろう。それでも、マイナ・バーズはモータウンのV.I.P.インプリントからリリースするシングル「It's My Time」を完成させた。
しかし、バンドのマネージャーはモータウンからの前金を不正流用したようで、モータウンはマネージャーを解雇した。その見返りに、マネージャーはバンドのボーカルが海軍を敵前逃亡していることをモータウンに知らせた。リック・ジェームスは海軍に身柄を拘束され、投獄された。「It's My Time 」は未発表のままとなり、モータウンはマイナ・バーズのアルバム計画を中止した。ニール・ヤングとブルース・パーマーは霊柩車を購入し、L.A.に向かい、バッファロー・スプリングフィールドの結成を手伝った、彼らのキャリアのこの時期へのトリビュートがニール・ヤングの曲「ミスター・ソウル」だった。（「It's My Time」は、失われたモータウンの偉大なシングルのひとつとなった。この曲は2006年に発売されたモータウンのボックス・セットで初めて公式に登場し、最近では2012年の「レコード・ストア・デイ」にB面「Go On and Cry」とともに本来の形で登場した)
モータウンとの契約では、グループは6ヶ月の活動期間を満たさなければならないと定められていたため、リックマン・メイソンとジョン・テイラーは、元ギタリストのトム・モーガンと、シンガーのマーク・スミスと元バンキーズのベーシスト、ジョン・クラッセン（オンタリオ州ブラントフォード出身）の2人を新たに起用した。マイナ・バーズはギグ活動を再開し、オンタリオ州内の数多くの会場に出演した。トロントのエル・パティオでの再演（8月8日～10日）、ウィットビー・アリーナでの公演（8月31日）、ストラウドのペギーズ・パビリオンでの公演（9月10日）などであったが、この時点ではモーガンに代わってロバート・ベネディクトがギターを担当していた。
数ヶ月の海軍拘留所生活の後、マシューズは釈放され、1967年5月にトロントに戻って新しいグループ、マイナー・バーズを結成し、レコーディングのためにモータウンに戻った。ベースはニール・リリー（別名メリーウェザー）、ドラムはアル・モリソン、オルガンはヴァーノン・ウェイン・ピッケル、ギターはビル・ロスという新しいラインナップは短命に終わったが、モータウンのために「It's My Time」の新しいヴァージョン（そしておそらく他の曲も）をレコーディングした。マシューズとロスの間に強い意見の相違があり、セッションは終了した。ロスは去り、他のメンバーはトロントに戻ったが、そこでマシューズは逮捕され、ドン監獄で過ごした。
マシューズは後にデトロイトのモータウンに戻り、ボビー・テイラーのアルバム『Taylor Made Soul』をプロデュースした。トロントの姓を借りる必要がなくなったためか、リッキー・ジェイムス・マシューズは単にリック・ジェームスとなった。
2017年にリリースされた『Motown Unreleased 1966』デジタル・アルバムに、マイナー・バーズの2曲が追加収録された： 「I Got You (In My Soul)」と「I'll Wait Forever」である。

## ディスコグラフィー

### シングル
| Year | Title                                      | Label    |
| ---- | ------------------------------------------ | -------- |
| 1965 | "The Mynah Bird Hop"/"The Mynah Bird Song" | Columbia |

### コンピレーション収録曲
| Year | Song                     | Album                                     | Label  | Notes             |
| ---- | ------------------------ | ----------------------------------------- | ------ | ----------------- |
| 2006 | "It's My Time"           | The Complete Motown Singles, Vol. 6: 1966 | Hip-O  | *recorded in 1966 |
| 2006 | "Go On and Cry"          | The Complete Motown Singles, Vol. 6: 1966 | Hip-O  | *recorded in 1966 |
| 2016 | "I Got You (In My Soul)" | Motown Unreleased: 1966                   | Motown | *recorded in 1966 |
| 2016 | "I'll Wait Forever"      | Motown Unreleased: 1966                   | Motown | *recorded in 1966 |